# Congoharpax coiffaiti
Congoharpax coiffaiti är en bönsyrseart som beskrevs av Roger Roy 1972. Congoharpax coiffaiti ingår i släktet Congoharpax och familjen Hymenopodidae. Inga underarter finns listade i Catalogue of Life.